# Otto Valseth
Otto Valseth (1861-1913), norsk forfatter, dramatiker, sceneinstruktør, redaktør og journalist.

## Levned
Om sig selv skrev han i Studenterne fra 1881 (Kristiania, 1906), s. 423-424:
| Citat | Valseth, Otto Andreas er født i Trondhjem 25/7 1861 af forældre skibsfører Andreas Valseth (f. 10/2 1825) og hustru Ellen Marie Vold (f. 23/5 1829, † 8/1 1903). Jeg havde huslærer 1869-71, gik paa Levanger borgerskole 1871-75 og paa Trondhjems kathedralskole 1875-81. Andeneksamen tog jeg 1883 og juridisk embedseksamen vaaren 1887. Sagførerfuldmægtig og sagfører i Trondhjem 1887 – høsten 1888 og skrev samtidig ”Forskruede”, som jeg fik antaget til udgivelse 13/10 1888. Samme dag lukkede jeg butiken og reiste til Kristiania, senere til Kjøbenhavn. Blev i april 1889 ansat som sceneinstruktør ved Bergens teater, reiste i mai s. a. til Tyskland, overtog posten i første dage af august. Opsagde posten februar 1890 og fratraadte ved sæsonens udløb. Fra høsten 1890 til høsten 1892 opholdt jeg mig dels i Trondhjem, dels i Kristiania. Udgav julen 1890 ”Hotel Haukenæs” (Cammermeyer), 1892 ”Tidlig høst” (Gyldendal), skuespillene ”En befrielse” (Kristiania og Bergens teatre), høsten 1891 ”Viljer” (samme teatre 1892), ”Under feltmanøvren” (Karl Johan teatret 1893). Fra august 1893 til 1/4 1895 redaktør af ”Tyrihans”, fra 1/4 1895 til 1/8 1898 redaktør af dagbladet ”Stavangeren”, fra 1/8 1898 og fremdeles redaktør af ”Folketidende” Trondhjem. Har i sidstnævnte blad blandt meget andet skrevet over 200 lørdagsepistler under merket ”Borre”, ogsaa tidligere anvendt i ”Tyrihans”. Siden 1901 har jeg skrevet 6 lokale revyer for ”Hjorten” i Trondhjem, opført tilsammen ca. 500 gange. Jeg har paa privat bekostning foretaget reiser i Sverige, Danmark, Tyskland og England. Medlem af ”Videnskabernes selskab”, Trondhjem. En af mine mange livserfaringer er, at det er dumt, at man uden særlig specialbegavelse gaar hen og bliver student. Ugift. | Citat |
|       | |       |

## Værker

### Prosa
- Forskruede. Roman. Huseby & Co. Kristiania, 1888. 388 s.
- Hotel Haukenæs. Alb. Cammermeyers Forlag. Christiania, 1890. 155 s.
- Tidlig høst. Roman. Gyldendalske Boghandels Forlag. Kjøbenhavn, 1892. 325 s.
- Blandt bygdefolk. En løjtnants julehistorie. Holbæk Eriksen. Trondheim, 1906. 153 s.

### Utrykt

#### Skuespil
- En befrielse. Lystspil i 4 akter. Premiere på Kristiania Teater 21. oktober 1891
- Viljer. Skuespil i 3 akter. Premiere på Bergens Teater 19. oktober 1892, på Kristiania Teater 3. januar 1893
- Under feltmanøvren. Lystspil i 3 akter. Premiere på Karl Johan Teatret 20. september 1893

#### Revyer
Skrevet under psudonymet Borre til revy- og varietéteatret Hjorten i Trondhjem
- En drøm i Elsterparken. Revy med viser i 1 akt (1901). Originalmanuskriptet, 94 bl., findes på Universitetsbiblioteket i Trondheim, Specialsamlingerne (Privatarkiv nr. 132, Hjorten)
- Propritærenes oplevelse (1902)
- Ola Galteruds pengebog eller Revolverdramaet paa hotellet. Revy-farce (1903)
- Den 7de sans (1907)

## Eksterne kilder og henvisninger
- Digitalt eksemplar af romanen Tidlig Høst hos Nasjonalbiblioteket i Norge. Tilgængeligt for alle.
- Hjorten Revy- og Varietéteater på norsk Wikipedia